# 鲶鱼效应
鯰魚效應（英語：是一種認為可以透過引入強者，激發弱者變強的看法。在管理學上的應用，稱為鯰魚機制或鯰魚管理。
研究指出，在面對企業彼此間高度競爭的環境時，人們會變得更加樂於與同儕合作，也會增加生產力；然而這不表示競爭總是有利的，而實際上內部競爭往往會演變成職場鬥爭，也會反過來對員工士氣造成負面影響。甚而打擊生產力。此外，有看法認為特定情境下，內部競爭必然是惡性的，像是Tom DeMarco的《怠惰：超越倦怠、忙碌工作，及完全效率的神話》（Slack: Getting Past Burnout, Busywork, and the Myth of Total Efficiency）一書就有段話說「在知識組織中，沒有『良性』競爭這回事，所有的內部競爭都具毀滅性。我們的工作，在本質上是不能由單一個人獨力完成的，知識工作定義上就是合作性的。」（There is no such thing as "healthy" competition within a knowledge organization; all internal competition is destructive. The nature of our work is that it cannot be done by any single person in isolation. Knowledge work is by definition collaborative.）

## 相關說法
根據傳說，在挪威，鮮活的沙丁魚比急凍的要貴好幾倍。有說，在當地長期以來只有一艘漁船能做到將鮮活的沙丁魚帶上岸。而箇中祕訣只有船長一人知道，而且始終沒透露半句。船長離世之後，漁民在他的漁獲盛器中發現一條鯰魚東游西竄，沙丁魚為閃避它而改變其一貫的惰性，不停游動，以求保命，終得以存活下來。

### 事實核查
盡管此說常見於中文資料，但目前未见来自挪威及其他国家的文献佐证该说法；由於大部分鯰魚是生活於熱帶及亞熱帶，位於北歐的挪威不產鯰魚，歐洲其他地方產的歐鯰是淡水魚，沙丁魚則為海水魚，屬於淡水魚的鯰魚在海水中會失去活力甚至死亡，所以把鯰魚和沙丁魚放在一起不符合邏輯；而英語俗語中，「鯰魚」（Catfishing）一詞則有「以假身分上網」之意。

## 員工競爭的效果
研究指出，在面對企業彼此間高度競爭的環境時，人們會變得更加樂於與同儕合作，也會增加生產力，「高風險、高收益」的情境會讓人變得更加合作，這被認為是演化心理所致；然而這不表示競爭總是有利的，在實務上，內部競爭常會導致辦公室政治，而辦公室政治通常會負面打擊員工士氣、摧毀生產力，並造成工作壓力、職業倦怠甚至離職等現象。據一項統計，英國37%的員工認為辦公室政治是造成工作壓力的原因之一，且是所有造成工作壓力的原因中最多人認可的原因。也就是說，引入內部競爭機制的作法，通常會讓員工使用耍心機、算計陷害、欺騙、背刺等手段彼此競爭，且會讓員工彼此猜忌，也會讓員工更加喪失工作動力，而不會起到激勵員工的效果。
內部競爭除了降低士氣、造成工作壓力、工作倦怠甚而減損生產力外，也會讓人變得彼此猜忌、失去互信，甚而彼此算計。像是《商業周刊》曾刊出一篇名為《兩種狀元》的文章，並引用民國六十三年大學聯考社會組榜首馮賢賢的話說：「北一女高中三年，同學之間完全沒有互信，前幾名的學生尤其彼此猜忌，根本沒有學到如何與人相處。」

## 外部連結
- 什麽是「鲶魚效應」？ （页面存档备份，存于）